# 泸定路桥

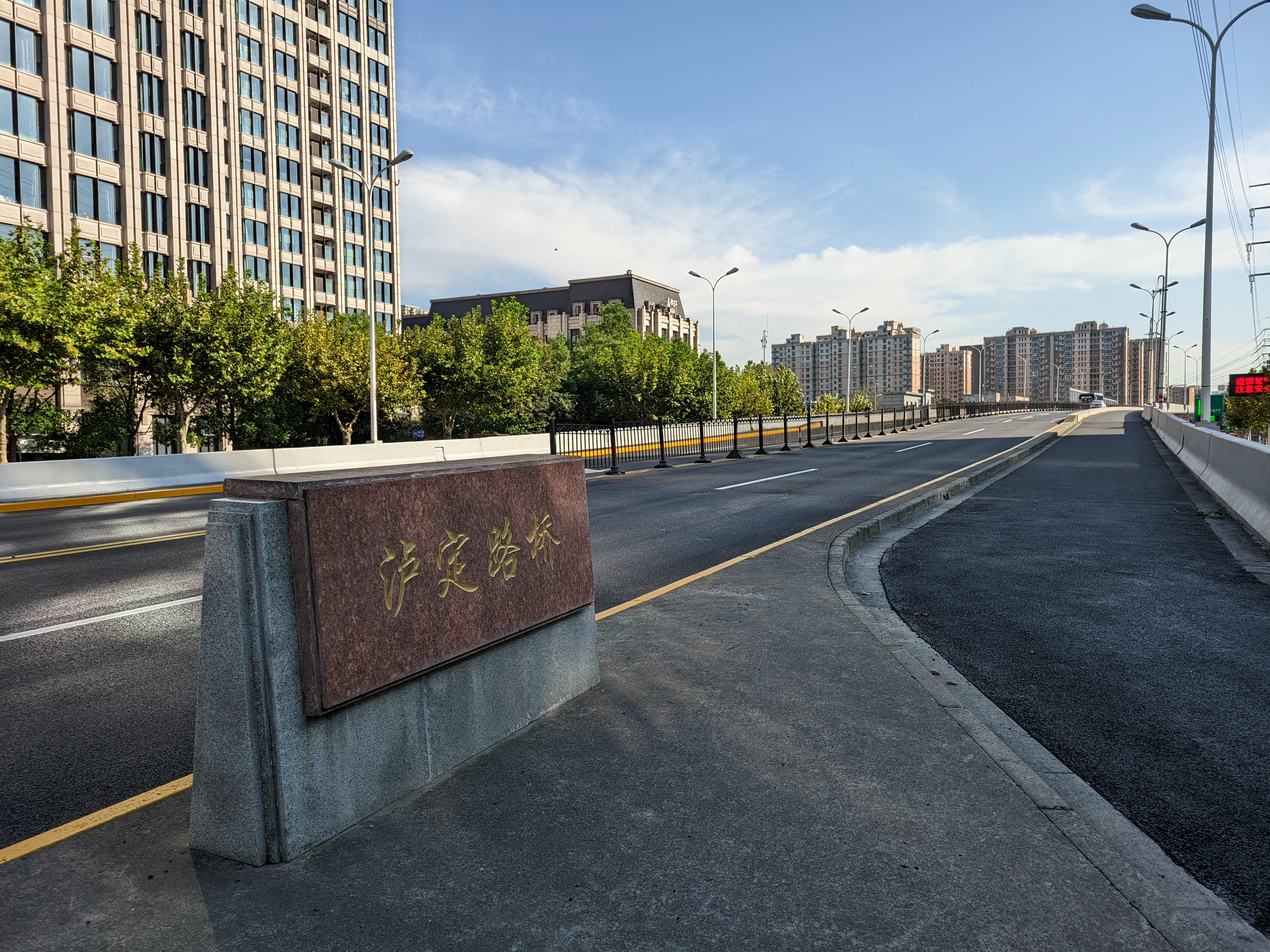
泸定路桥

泸定路桥，位于中國上海市苏州河市区部分的西端，苏州河北侧为普陀區泸定路，苏州河南侧為長寧區威宁路，于2010年通车。泸定路桥北端桥下为北横通道泸定路出入口，车辆可由此快速往来市区。